# Arild Østin Ommundsen
Arild Østin Ommundsen, född 1969 i Stavanger, är en norsk filmregissör. Ommundsen gick regilinjen vid Høgskolen i Stavanger. År 2001 långfilmsdebuterade han med lågbudgetdramat Mongoland, som fick Norges filmliv att vända blicken mot Stavanger som intressant filmplats. År 2010 nominerades Ommundsen till Amandapriset för bästa regi för spänningsfilmen Rottenetter. År 2011 utkom barnfilmen Knerten i knipe, hans dyraste produktion. Därefter gjorde Ommundsen återigen lågbudgetfilm, med dramat Eventyrland från 2013. Filmen gjordes för endast tre miljoner norska kronor, med omfattande improvisationer och hög autenticitetssträvan.

## Filmografi
- Før solen står opp (1999) - kortfilm
- Mongoland (2001)
- Hjemsøkt (2003) - kortfilm
- Monstertorsdag (2005)
- Rottenetter (2009)
- Knerten i knipe (2011)
- Eventyrland (2013)